# خوسه آنتونیو کراسمو
خوسه آنتونیو کراسمو (اسپانیایی: José Antonio Carrasco‎؛ زادهٔ ۸ سپتامبر ۱۹۸۰) دوچرخه‌سوار اهل اسپانیا است.